# Motala AIF CK
Motala AIF CK är en cykelklubb i Motala. MAIF CK ingår i Motala AIF som grundades 1907. Cykelklubben, CK, kom till 1922. Klubbens herrlag i landsvägscykling var rankad som nummer fyra i Sverige efter tävlingssäsongen 2008.